# انتونيو بيلافيستا
انتونيو بيلافيستا (بالإيطالية: Antonio Bellavista)‏ (19 نوفمبر 1977 ببيتونتو في إيطاليا - ) هو لاعب كرة قدم إيطالي في مركز الوسط. شارك مع منتخب إيطاليا تحت 16 سنة لكرة القدم ومنتخب إيطاليا تحت 17 سنة لكرة القدم ومنتخب إيطاليا تحت 18 سنة لكرة القدم. أما مع النوادي، فقد لعب مع نادي باري ونادي بيستويسي ونادي تريفيزو وهيلاس فيرونا وFidelis Andria 2018 ‏ وGiulianova Calcio ‏.